# Simulium qingxilingense
Simulium qingxilingense är en tvåvingeart som beskrevs av Cai och Shu Wen An 2005. Simulium qingxilingense ingår i släktet Simulium och familjen knott. Inga underarter finns listade i Catalogue of Life.